# Nutaku
Nutaku는 아일로 (기업)가 소유한 성인 게임 플랫폼으로, 주로 헨타이 게임을 제공한다. 캐나다에 위치한 Nutaku는 성인용 콘텐츠를 제공한다. 이 플랫폼은 브라우저, 다운로드 및 모바일 게임에 중점을 두고 있으며, 소액 결제와 구매 옵션을 제공한다. 2020년 초 기준 Nutaku의 등록 사용자는 5천만 명에 달한다. Nutaku는 액션 어드벤처, 대규모 다중 사용자 온라인 게임(MMORPG), 실시간 전략 게임, 타워 디펜스, 연애 시뮬레이션 게임, 방치형 게임, 트레이딩 카드 게임, 퍼즐, 턴제 전략 게임, 전략 비디오 게임, 비주얼 노벨, 키네틱 노벨, 가상 현실 등 다양한 장르의 500개 이상의 무료 및 유료 타이틀을 제공한다.